# Esporte Espetacular
Esporte Espetacular é uma revista eletrônica semanal de esportes, produzida pela TV Globo e apresentada nas manhãs de domingo desde 8 de dezembro de 1973, sendo um dos mais antigos programas ainda em exibição da televisão brasileira. Estreou com a apresentação de Léo Batista e atualmente é apresentado por Karine Alves e Fernando Fernandes. O programa é produzido por Mariane Granado, Maurício Oliveira e Rafael Freitas.
O programa apresenta entrevistas, reportagens sobre ciência esportiva, personagens históricos e a relação social do esporte. Também apresenta o que foi notícia na semana esportiva, além de mostrar os gols da rodada e a preparação dos times de olho nos jogos do dia, além de jogos, quando acontecem na manhã de domingo, de vôlei, futebol de praia, futsal, etc., e ainda torneios de natação, entre outros. O programa só costuma passar informações sobre os Jogos Sul-Americanos e os Jogos Pan Americanos quando o evento ocorre no Brasil. O tradicional tema do programa, é Dr. Jeckle and Hyde Park, da Carnaby Street Pop Orchestra And Choir.

## História

### Década de 2010
Em 5 de junho de 2011, o ex-jogador de de vôlei Tande passou a fazer dupla com Glenda Kozlowski na apresentação do programa. O apresentador Luís Ernesto Lacombe, que estava no programa desde 2004, passou a apresentar a coluna de esportes do Bom Dia Brasil. Já Luciana Ávila, que apresentava o Esporte Espetacular desde 2009, deixou a apresentação, mas continuou no EE fazendo reportagens. Em 27 de janeiro de 2013, o jornalista Ivan Moré passou a apresentar o programa ao lado de Glenda Kozlowski. Até então ele substituiria o titular Tande, que estava de férias e deveria voltar a apresentar o esportivo em 17 de fevereiro. No entanto, Ivan Moré acabou efetivado, confirmando as especulações de um desejo da nova direção de esportes da Rede Globo de fazer mudanças na apresentação do EE.  Com a mudança dos apresentadores, Tande passou a fazer reportagens especiais para o programa. Em julho de 2015, Moré deixou o comando da atração para apresentar o Globo Esporte de São Paulo e, em seu lugar, entrou Alex Escobar, que passou a apresentar ao lado de Glenda Kozlowski.
Em agosto de 2016, foi anunciada uma nova troca dos apresentadores do EE. Fernanda Gentil e Flávio Canto passariam a apresentar o programa a partir de 5 de setembro, Alex Escobar voltaria para o Globo Esporte do Rio de Janeiro e Glenda Kozlowski iria fazer reportagens e narrar eventos. Em 28 de novembro do mesmo ano, o principal produtor do programa, Guilherme van der Laars, e outros dois funcionários da TV Globo, o repórter Guilherme Marques e o cinegrafista Ari Júnior, faleceram na tragédia com o Voo LaMia 2933, que transportava a delegação da equipe da Associação Chapecoense de Futebol. Na tragédia, também faleceram outras 68 pessoas. Os três estavam no voo para produzir uma matéria especial para o próprio Esporte Espetacular, sobre a campanha da Chapecoense na Copa Sul-Americana de 2016, e foram homenageados pela emissora.
O jornalista Felipe Andreoli, que já havia trabalhado no SporTV apresentando o programa esportivo Extra Ordinários, com passagem também pela Band, estreou no EE em março de 2017, substituindo Flávio Canto, que passaria a fazer reportagens. Em dezembro de 2018, Fernanda Gentil foi transferida da área de esportes da emissora para a área do entretenimento. Sua última apresentação foi em 9 de dezembro, quando o programa completou 45 anos de exibição. No domingo seguinte, estreou Bárbara Coelho, que já vinha cobrindo as suas férias.
Em 9 de junho de 2019, Lucas Gutierrez estreou na apresentação do programa, substituindo Felipe Andreoli, que foi para o Globo Esporte SP.

### Década de 2020
Em 13 de setembro de 2020, o programa não foi levado ao ar devido à transmissão do Grande Prêmio da Toscana de Fórmula 1, que teve duas bandeiras vermelhas e três largadas. No domingo seguinte, em 20 de setembro, o programa exibiu uma reportagem especial sobre os setenta anos da televisão no Brasil. Em 14 de março de 2021, passou a ter blocos locais de São Paulo e Minas Gerais, apresentados por Thiago Oliveira e Marcelo Lages, respectivamente.Thiago ficou até 31 de outubro de 2021, quando foi substituido por Karine Alves.
Em 6 de março de 2022, o programa ganhou um novo cenário com mais espaços para entrevistas e até café da manhã com convidados. A atração também passou a ser produzida nos Estúdios Globo, sendo a primeira produção do esporte da emissora a ser feita no complexo de estúdios. Em 13 de novembro, o programa foi exibido pela última vez no cenário dos Estúdios Globo, já que durante a Copa do Mundo, a atração seria feita do estúdio especial montado pela emissora pra cobertura do evento. No dia 25 de dezembro, o programa voltou a ser apresentado da sede do Jardim Botânico, onde fica o Jornalismo/Esporte da Globo.
Em 2 de abril de 2023, estreou um novo quadro de humor Fica Triste Não; comandado pelos humoristas Marcelo Adnet e Magno Navarro.
Em 11 de março de 2025, a titular Bárbara Coelho deixou a apresentação do programa ao se desligar da TV Globo. Três dias depois, a emissora confirmou que Karine Alves e Fernando Fernandes se tornariam apresentadores do programa a partir de 30 de março, com Lucas Gutierrez sendo direcionado para o Fantástico.

## Mascote
O João Sorrisão, um João-bobo, foi o mascote adotado pelo programa Esporte Espetacular da TV Globo em 2011. Uma série de variações do mascote foi desenvolvida pela Globomarcas. e a Globo chegou a criar um game com o personagem. João ganhou uma companheira em 2 de junho de 2013. O nome foi escolhido por enquete popular no site do programa Globo Esporte.

### Músicas
Os Havaianos compuseram "O funk do João Sorrisão". Posteriormente o grupo Exaltasamba compôs uma música homônima que incentivava as comemorações e citava o jogador Neymar na letra.

### Repercussão
Jogadores passaram a fazer coreografias que imitavam os movimentos do boneco. O mascote foi promovido a cabo nas Olimpíadas do Exército em Dourados, MS. o que foi alvo de críticas por parte da imprensa.

## Quadros

### Tecnologia em 360º
Com a ajuda de um analisador tático, reapresenta as grandes jogadas do mundo do futebol no presente e no passado.
| # | Exibição           | Jogada           | Protagonista(s) do Lance | Ref.   |
| - | ------------------ | ---------------- | ------------------------ | ------ |
| 1 | 11 de maio de 2014 | Defesa do Século | Pelé e Gordon Banks      | [ 33 ] |
| 2 | 18 de maio de 2014 | Gol do Século    | Maradona                 | [ 34 ] |

### Jogos do Mundo
Jogos do Mundo foi uma série exibida no início de 2016, que teve oito episódios. Produzida em conjunto com a Pindorama Filmes, a série mostrou modalidades esportivas tradicionais ao redor do mundo. Os episódios foram narrados por Patricia Pillar e Marcos Palmeira.
| # | Exibição                | Modalidade           | Competição/Torneio | Localidade    | Ref.   |
| - | ----------------------- | -------------------- | ------------------ | ------------- | ------ |
| 1 | 28 de fevereiro de 2016 | Naghol               | —                  | Vanuatu       | [ 37 ] |
| 2 | 6 de março de 2016      | Fierljeppen          | —                  | Países Baixos | [ 38 ] |
| 3 | 20 de março de 2016     | Snake Boat Race      | Chundan Vallam     | Índia         | [ 39 ] |
| 4 | 27 de março de 2016     | Yağlı güreş          | Kirkpinar          | Turquia       | [ 40 ] |
| 5 | 24 de abril de 2016     | Hurling              | —                  | Irlanda       | [ 41 ] |
| 6 | 1 de maio de 2016       | Vaquejada            | Pegadas de Boi     | Brasil        | [ 42 ] |
| 7 | 15 de maio de 2016      | Hakata Gion Yamakasa | —                  | Japão         | [ 43 ] |
| 8 | 5 de junho de 2016      | Kalari Payattu       | —                  | Índia         | [ 44 ] |

### Talento: Como Surgem os Campeões
Série sobre 5 países que são dominantes nos esportes olímpicos.
| #  | Data Exibição           | País           | Modalidade                                      | Ref.          |
| -- | ----------------------- | -------------- | ----------------------------------------------- | ------------- |
| 01 | 8 de janeiro de 2016    | Quênia         | Atletismo - Corridas de média e longa distância | [ 45 ] [ 46 ] |
| 02 | 14 de fevereiro de 2016 | Jamaica        | Atletismo - Provas de velocidade                | [ 47 ] [ 48 ] |
| 03 | 27 de março de 2016     | Estados Unidos | Natação                                         | [ 49 ]        |

### Zero1
Quadro sobre os e-sports, com Tiago Leifert.

### Futebol Fantasia
O quadro foi lançado em 2010 como Desafio Espetacular. Para a disputa, foram selecionados 14 mascotes de times que já haviam conquistado o título do Campeonato Brasileiro e que estavam na primeira divisão nacional. Os mascotes se enfrentaram em provas de atletismo, como 100 metros rasos, arremesso de peso e salto em distância. As provas foram realizadas no Clube Esperia, em São Paulo.
O quadro voltou em 2022 como Futebol Fantasia. A partir desta edição, as provas de atletismo foram substituídas por provas de gincana. Outra novidade é que as provas foram realizadas em várias cidades do Brasil.
| Edição | Ano  | Campeão                       | Vice-campeão                         | Terceiro colocado                                                               |
| ------ | ---- | ----------------------------- | ------------------------------------ | ------------------------------------------------------------------------------- |
| 1ª     | 2010 | Raposão (Cruzeiro)            | Almirante Português (Vasco da Gama)  | Mosqueteiro D'Artagnan (Corinthians) Mosqueteiro (Grêmio) Periquito (Palmeiras) |
| 2ª     | 2022 | Galo Doido (Atlético Mineiro) | Periquito (Palmeiras)                | Periquito Pistola (Goiás)                                                       |
| 3ª     | 2023 | Saci (Internacional)          | Mosqueteiro D'Artagnan (Corinthians) | Galo Doido (Atlético Mineiro) Periquito Pistola (Goiás)                         |
| 4ª     | 2024 | Bira (Botafogo)               | Superman e Lindona (Bahia)           | Mosqueteiro D'Artagnan (Corinthians) Tigrão (Criciúma)                          |

### Outros
Em 26 de agosto e 2 de setembro de 2012, o programa, juntamente com a empresa de artigos esportivos Adidas, produziram uma campanha para a escolha do nome da bola da Copa do Mundo FIFA 2014.